# Hvězdoš
Hvězdoš (Callitriche) je rod z třídy vyšších dvouděložných rostlin (Rosopsida), tradičně řazený do čeledi hvězdošovité (Callitrichaceae), podle výsledků molekulární systematiky nově řazen do čeledi jitrocelovité (Plantaginaceae).
Jedná se o nepříliš velký rod vodních a bahenních rostlin. Většina druhů je obojživelná (schopná růst ve vodě i na vlhkém substrátu) a je pro ně charakteristická pozoruhodná morfologická plasticita - jeden a ten samý druh může v závislosti na vodním stavu a podmínkách prostředí vytvářet několik zcela odlišných ekologických forem.
Vědecký název Callitriche má původ v řeckém callos thrix (krásné vlasy) - evokuje tak vzhled hustých závojů dlouhých lodyh, jež hvězdoše často vytváří v tekoucích vodách (podobný je lidový název žabí vlas). Český název hvězdoš vznikl podle plovoucích listových růžic připomínajících malé hvězdičky, které se tvoří na hladině vody.
Anglicky water-starwort, německy der Wasserstern, francouzsky callitriche, rusky bolotnik, nizozemsky sterrenkroos.

## Popis rodu
Jednoleté nebo víceleté byliny, jednodomé (výjimka - dvoudomý novozélandský taxon Callitriche petriei subsp. petriei), vodní nebo na vlhkém substrátu (terestricky) rostoucí, většinou obojživelné (tzn. schopné růst ve vodním prostředí i terestricky), některé druhy obligátně submerzní (ponořené) nebo obligátně terestrické.
Rostliny ve dně kořenující. Lodyhy niťovité, zpravidla větvené, lysé nebo (častěji) s roztroušenými několikabuněčnými štítkovitými chlupy. Vodní formy s lodyhami prodlouženými, vytvářející plovoucí růžice listů nebo (méně často) zcela ponořené. U terestrických forem lodyha zkrácená, plazivá nebo vystoupavá.
Listy vstřícné, bez palistů, krátce řapíkaté až přisedlé nebo na bázi navzájem srostlé, úzce čárkovité, kopisťovité nebo široce eliptické, 1–7žilné, jednoduché, celokrajné.
Květy jednopohlavné, redukované, bez květních obalů, podepřeny dvěma poloměsíčitými blanitými listenci (někdy chybí nebo záhy opadavé), jednotlivé nebo vzácně v paždí listu po dvou, ponořené (méně často) nebo nad hladinou (v paždí listů plovoucích růžic a terestrických forem).
Samčí květy s 1 terminální tyčinkou, nitky niťovité, po puknutí prašníku se prodlužující, prašníky ledvinovité, pylová zrna trojjaderná, kulovitá, vzácně elipsoidní, u obligátně ponořených druhů s redukovanou exinou.
Samičí květy s jedním semeníkem ze 2 plodolistů se 2 nitkovitými čnělkami, zpočátku dvoupouzdrým. Blizny prodloužené, často papilnaté. V každém pouzdře semeníku 2 jednoobalná, visutá, anatropní (obrácená) vajíčka. Po oplození se semeník druhotnými přehrádkami dělí na 4 části.
Plody (tvrdky) přisedlé nebo stopkaté, ze stran smáčklé, v obrysu okrouhlé nebo obvejčité, poltící se ve 4 jednosemenné díly, merikarpia. Vnější hrany merikarpií často kýlnaté nebo křídlaté. Semena fazolovitá nebo ledvinovitá, s celulárním endospermem.

## Vnitřní členění rodu
Rod je tradičně členěn do dvou sekcí, molekulární systematika toto členění až na výjimky potvrzuje.
- sect. Pseudocallitriche: obligátně submerzní druhy (Callitriche hermaphroditica, Callitriche truncata, Callitriche pulchra), nově sem řazen i druh Callitriche lusitanica
- sect. Eucallitriche: obojživelné a terestrické druhy

Obligátně terestrické druhy (v Evropě se nevyskytující) byly vyčleňovány do samostatné sekce Microcallitriche., ta však není molekulárními výzkumy podporována.
Pro evropské taxony bylo používáno také nehierarchické členění podle základních chromozomových čísel.:
- x=3: obligátně submerzní, opylení a oplození pod vodou , květy bez listenců (= sect. Pseudocallitriche)
- x=4: rostliny vytváří submerzní a plovoucí růžice, ale ne terestrické formy, opylení a oplození nad i pod vodou, květy bez listenců (např. Callitriche lusitanica)
- x=5: obojživelné rostliny, vytváří plovoucí růžice i terestrické formy, opylení a oplození nad vodou, květy s listenci (např. Callitriche stagnalis, Callitriche palustris, Callitriche cophocarpa, Callitriche platycarpa)
- x=14,19: obojživelné, vytváří plovoucí růžice i terestrické formy, opylení a oplození pod vodou nebo v gutační kapce, listence zpravidla záhy opadavé (Callitriche hamulata, Callitriche brutia)

## Způsobyreprodukce
V rodu se vyskytuje pozoruhodná škála různých opylovacích a reprodukčních mechanismů, což kontrastuje s obvykle dosti podobnou morfologií jednotlivých druhů.
U hvězdošů se uplatňuje anemogamie a hydrogamie (buď epihydrogamie - pyl plave na hladině, nebo hypohydrogamie - opylení pod vodou; hypohydrogamie je u dvouděložných rostlin vzácná, kromě hvězdošů je přítomná pouze u rodu růžkatec (Ceratophyllum). Hvězdoš je pak vůbec jediným rodem mezi rostlinami, kde je známa jak anemogamie, tak hypohydrogamie. Mohl by tak představovat zajímavý modelový systém pro studium evoluce opylování.
Napříč rodem existuje silná tendence ke geitonogamii (tzn. opylení jiným květem téže rostliny). Cizosprášení je nicméně taky možné, i když nepřevažující, u hvězdoše podzimního (Callitriche hermaphroditica) bylo prokázáno i pod vodou. U některých druhů (tzv. "contacters") se tyčinka po dozrání ohýbá nazpět a dotýká se jedné z blizen v protilehlém paždí listu. Tyto druhy jsou tedy obligátně geitonogamní. Příkladem může být např. hvězdoš háčkatý (Callitriche hamulata) kterému tento způsob reprodukce umožňuje úspěšné opylování i v poměrně prudce tekoucích vodách.
U sedmi druhů hvězdošů (např. hvězdoš jarní - Callitriche palustris) je znám unikátní způsob způsob samoopylení - tzv. vnitřní geitonogamie. V tomto případě klíčí pylová láčka už v prašníku a prorůstá nitkou a vegetativními pletivy až do semeníku v protilehlém paždí listu nebo v sousední uzlině. Do semeníku prorůstá láčka od báze. Květy bývají velmi redukované, prašník se neotevírá a tvoří velmi málo pylu.
U severoamerických druhů Callitriche marginata a Callitriche nuttallii se vyskytuje geokarpie - plody dozrávají pod zemí.
Tak jako u jiných vodních rostlin je u hvězdošů obecné vegetativní rozmnožování pomocí úlomků lodyh. Hvězdoše netvoří žádné speciální vegetativní útvary určené k přezimování (jako např. turiony), v příznivých podmínkách však mohou přezimovat pod vodní hladinou.

## Hybridizace
Kříženci jsou u hvězdošů velmi vzácní, nikdy nejsou plodní, obvykle žijí pouze krátkodobě na společných lokalitách rodičů. Jediným známým hybridem, který je schopný přežívat řadu let mimo populace rodičů, je Callitriche platycarpa × cophocarpa (Callitriche × vigens Martinsson).

## Rozšíření
Rod hvězdoš zahrnuje cca 40-60 druhů rozšířených po celém světě včetně polárních oblastí. Vyskytuje se ve stojatých i tekoucích vodách, sladkých i brakických, též terestricky na vlhkých substrátech (některé druhy obligátně). Velmi často na stanovištích s kolísající vodní hladinou, kde tvoří v závislosti na stavu vodního sloupce morfologicky odlišné formy. V Evropě s jistotou 11 původních druhů, zejména ze Středomoří udávány také další taxony často problematické hodnoty. V ČR 6 druhů.

## Problematika rodu
Hvězdoše patří k taxonomicky obtížným skupinám rostlin kvůli obrovské morfologické variabilitě vegetativních částí v závislosti na vodním stavu, redukci a minuciéznosti květů a plodů, na kterých jsou nejdůležitější determinační znaky, situaci u některých druhů komplikuje také častá sterilita.
K nejdůležitějším determinačním znakům patří:
- Plody – nejdůležitější určovací znak; důležitá je zejména jejich velikost, tvar, šířka křídel na hranách merikarpií a jejich anatomická stavba, barva, hloubka rýh mezi merikarpii, postavení zbytků čnělek
- Plovoucí listové růžice – tvar a šířka listů, jejich počet, konvexnost / konkávnost
- Ponořené listy – tvar, vykrojení špičky, barva
- Květy – postavení čnělek, délka tyčinek (prodlužuje se!), přítomnost listenců, přítomnost redukovaných květů, barva, tvar a velikost pylu, rozmístění samčích a samičích květů v uzlinách/na větvích
- Štítkovité chlupy na lodyze – počet a tvar buněk
- Počet chromozomů - základní (diploidní) počet je 2n=10; jsou známy rostliny polyploidní (2n=20,40) a také případy aneuploidní redukce (2n=6, 8,18,28,38). U druhů Callitriche heterophylla a Callitriche vulcanicola jsou známy dva různé počty chromozomů (2n=20,40).

## Přehled druhů České republiky a jejich chromozomový počet
- hvězdoš podzimní - Callitriche hermaphroditica (2n=6)
- hvězdoš háčkatý - Callitriche hamulata (2n=38) - nyní označován jako Callitriche brutia var. hamulata
- hvězdoš kalužní - Callitriche stagnalis (2n=10)
- hvězdoš mnohotvarý - Callitriche cophocarpa (2n=10)
- hvězdoš jarní - Callitriche palustris (2n=20)
- hvězdoš hranoplodý - Callitriche platycarpa (2n=20)
- Callitriche x vigens - hybrid hvězdoše mnohotvarého (Callitriche cophocarpa) a hvězdoše hranoplodého (Callitriche platycarpa) (2n=15)

## Přehled druhů, poddruhů a variet jednotlivých světadílů
- Evropa
  - Callitriche brevistyla - zavlečen, původní domovina neznámá
  - Callitriche brutia var. brutia
  - Callitriche brutia var. hamulata (syn. Callitriche hamulata) - hvězdoš háčkatý
  - Callitriche cribrosa
  - Callitriche cophocarpa - hvězdoš mnohotvarý
  - Callitriche hermaphroditica subsp. hermaphroditica - hvězdoš podzimní
  - Callitriche hermaphroditica subsp. macrocarpa
  - Callitriche lenisulca
  - Callitriche lusitanica
  - Callitriche obtusangula - hvězdoš kulatoplodý
  - Callitriche naftolskyi (tax.?)
  - Callitriche palustris - hvězdoš jarní
  - Callitriche platycarpa - hvězdoš hranoplodý
  - Callitriche pulchra
  - Callitriche regis-jubæ
  - Callitriche stagnalis - hvězdoš kalužní
  - Callitriche transvolgensis (tax.?)
  - Callitriche truncata subsp. truncata
  - Callitriche truncata subsp. occidentalis
  - Callitriche truncata subsp. fimbriata
  - Callitriche x vigens
- Asie
  - Callitriche deflexa - zavlečený
  - Callitriche fehmedianii
  - Callitriche fuscicarpa
  - Callitriche glareosa
  - Callitriche hermaphroditica - hvězdoš podzimní
  - Callitriche japonica
  - Callitriche mouterdei
  - Callitriche naftolskyi (tax.?)
  - Callitriche nana
  - Callitriche palustris var. palustris - hvězdoš jarní
  - Callitriche palustris var. elegans
  - Callitriche palustris var. megalata
  - Callitriche palustris var. oryzetorum
  - Callitriche palustris var. strumosa
  - Callitriche peploides - zavlečený
  - Callitriche raveniana
  - Callitriche subanceps
  - Callitriche wightiana
- Afrika
  - Callitriche anisoptera
  - Callitriche brutia var. brutia
  - Callitriche bolusii
  - Callitriche compressa
  - Callitriche cribrosa
  - Callitriche deflexa - zavlečený
  - Callitriche favargeri
  - Callitriche hedbergiorum
  - Callitriche keniensis
  - Callitriche mathezii
  - Callitriche lenisulca
  - Callitriche lusitanica
  - Callitriche obtusangula - hvězdoš kulatoplodý
  - Callitriche orephila
  - Callitriche pulchra
  - Callitriche regis-jubæ
  - Callitriche stagnalis - hvězdoš kalužní
  - Callitriche truncata subsp. truncata
  - Callitriche vulcanicola
- Severní Amerika
  - Callitriche brutia var. hamulata (syn. Callitriche hamulata) - hvězdoš háčkatý (Grónsko)
  - Callitriche deflexa
  - Callitriche fassettii
  - Callitriche hermaphroditica - hvězdoš podzimní
  - Callitriche heterophylla var. heterophylla
  - Callitriche heterophylla var. bolanderi
  - Callitriche marginata
  - Callitriche nuttallii
  - Callitriche occidentalis
  - Callitriche palustris  - hvězdoš jarní
  - Callitriche peploides
  - Callitriche stagnalis - hvězdoš kalužní (zavlečený a invazní)
  - Callitriche terrestris
  - Callitriche trochlearis
- Jižní Amerika
  - Callitriche albomarginata
  - Callitriche antarctica
  - Callitriche deflexa
  - Callitriche heteropoda
  - Callitriche lechleri
  - Callitriche nubigena
  - Callitriche oblongicarpa
  - Callitriche quindiensis
  - Callitriche rimosa
  - Callitriche turfosa
- Austrálie a Oceánie
  - Callitriche antarctica
  - Callitriche aucklandica
  - Callitriche brachycarpa
  - Callitriche brutia var. brutia - zavlečený
  - Callitriche capricorni
  - Callitriche cyclocarpa
  - Callitriche cycloptera
  - Callitriche muelleri
  - Callitriche palustris  - hvězdoš jarní
  - Callitriche petriei subsp. petriei
  - Callitriche petriei subsp. chathamensis
  - Callitriche sonderi
  - Callitriche stagnalis - hvězdoš kalužní - zavlečený
  - Callitriche umbonata
- Antarktida
  - Callitriche antarctica (subarktické ostrovy)